# Ljungbyhed
Ljungbyhed – miejscowość (tätort) w Szwecji, w regionie administracyjnym (län) Skania, w gminie Klippan.
Według danych Szwedzkiego Urzędu Statystycznego liczba ludności wyniosła: 2127 (31 grudnia 2015), 2162 (31 grudnia 2018) i 2177 (31 grudnia 2019).